# Кобельков Георгій Михайлович
Георгій Михайлович Кобельков (нар. 4 березня 1947, д. Козятин Вінницької області) — фахівець в області чисельних методів розв'язання задач математичної фізики, доктор фізико-математичних наук.
Закінчив механіко-математичний факультет МГУ в 1970.
Професор з 1987 р.
В даний час — провідний науковий співробітник в ІВМ РАН.
Лауреат премії Відділення математики АН СРСР 1989.
Автор багатьох робіт, у тому числі класичного навчального посібника «Чисельні методи» (з Н. С. Бахвалова і Н. П. Жидкова, 1987).

## Джерело
- Кобельков (рос.) [Архівовано 5 Березня 2016 у Wayback Machine.]

1. 1 2  Математичний генеалогічний проєкт — 1997.